# قصه وقت خواب (ترانه مدونا)
«قصهٔ وقت خواب» (به انگلیسی: Bedtime Story) تک‌آهنگی از هنرمند اهل ایالات متحده آمریکا مدونا است که در سال ۱۹۹۵ میلادی منتشر شد.